# Crook (Kolorado)
Crook – miasto w Stanach Zjednoczonych, w stanie Kolorado, w hrabstwie Logan.